# Pierre-Gilles Veber
Pour les articles homonymes, voir Veber.
Pierre-Gilles Veber ou Pierre Gilles, nom de plume de Gilles Pierre Veber, est un journaliste, écrivain et scénariste français, né le 17 février 1896 à Paris 17e, ville où il meurt le 19 mars 1968 (dans le Paris 15e). Il fut également dramaturge et, le temps d'un film, réalisateur.

## Biographie
Pierre-Gilles Veber est le fils du dramaturge Pierre Veber et le neveu de Tristan Bernard. Il est le  frère du scénariste Serge Veber ainsi que le cousin de Raymond Bernard et de Jean-Jacques Bernard. Marié à la romancière Catherine Agadjanian dite Georgette Paul en 1935, il est le père du réalisateur Francis Veber et le grand-père de l'écrivaine Sophie Audouin-Mamikonian.
Il participa à la Première Guerre mondiale en tant qu'engagé volontaire dès le 1er septembre 1914 dans le 123e Régiment d'Infanterie. Caporal et élève officier de réserve en 1914, il devient sous-lieutenant en juin 1916, Il recevra la Croix de guerre avec étoile de bronze pour une mission réalisée le 22 décembre 1917 en tant que pilote de nuit. Il est nommé Lieutenant en juillet 1918. Après la guerre il continua son engagement, ainsi en 1920 il fut affecté au 34e régiment d'Aviation.
Dans l'entre-deux-guerres, Pierre-Gilles Veber est directeur littéraire du quotidien Le Matin. Dans les années 1930, il tente de joindre Rouben Mamoulian par l'entremise de Anna Boudaghyan, une amie de sa future femme Catherine, afin de faire réaliser un scénario qu'il écrivit. Il écrivait également des pièces pour le Théâtre des Mathurins.
Au début de la Seconde Guerre mondiale, il est mobilisé et envoyé à Chateauroux en octobre 1939, affecté aux C.F.B. puis détaché au 1er Bureau de l'état major de l'armée de l'air pendant un mois. Sa dernière affectation sera en février 1940 avant l'occupation.
Durant l'occupation allemande, menacé à cause de son origine juive par sa mère Marguerite Bernard (née en 1874), sœur cadette de Tristan Bernard (1866-1947) et épouse de Pierre Veber (1869-1942), il échappe à la déportation, mais, par peur d'une arrestation, demeure essentiellement cloîtré dans son appartement. Sa carrière professionnelle est brisée et il ne retrouve pas de travail dans la presse après la libération.
Pierre-Gilles Veber est notamment l'auteur du roman Fanfan-la-Tulipe, premier cavalier de France.

## Décorations
- Croix de guerre 1914–1918
- Chevalier de la Légion d'honneur (1930)

## Publications
- Fanfan-La-Tulipe, premier cavalier de France, éditions Jules Tallandier, 1926
- Chroniques cinématographiques parues dans Le Matin, 1930
- Celui qui força le destin, Tallandier, 1931
- La Présidente, Rouff, 1950
- Et moi, j'te dis qu'elle t'a fait d'l'œil, Rouff, 1951

## Filmographie
Scénariste
- 1924 : L'Enfant-roi de Jean Kemm
- 1925 : Fanfan-la-Tulipe de René Leprince
- 1931 : L'Aiglon (version française) de Viktor Tourjansky
- 1931 : Der Herzog von Reichstadt (version allemande) de Viktor Tourjansky
- 1931 : La Femme de mes rêves de Jean Bertin
- 1931 : Je serai seule après minuit de Jacques de Baroncelli, coécrit avec Henri-Georges Clouzot
- 1931 : Le Chanteur inconnu de Viktor Tourjansky, coécrit avec Henri Decoin, Henri-Georges Clouzot, Jean-Henri Blanchon et Henri Diamant-Berger
- 1932 : Rouletabille aviateur (version française) de Steve Sekely, d'après le roman de Gaston Leroux
- 1932 : Repülö arany (version hongroise) de Steve Sekely, d'après le roman de Gaston Leroux, coécrit avec István Mihály
- 1932 : Un fils d'Amérique de Carmine Gallone, coécrit avec Marcel Gerbidon
- 1942 : Macao, l'enfer du jeu de Jean Delannoy
- 1943 : L'Homme qui vendit son âme de Jean-Paul Paulin
- 1945 : La Route du bagne de Léon Mathot
- 1958 : En bordée de Pierre Chevalier
- 1962 : Le Monsieur de 5 heures d'André Pergament, coécrit avec Maurice Hennequin

Réalisateur
- 1921 : Jettatura[7]